# Battle of Los Angeles (Film)
Battle of Los Angeles ist ein US-amerikanischer Science-Fiction- und Katastrophenfilm von Mark Atkins aus dem Jahr 2011.

## Handlung
Im Luftraum von Los Angeles wird ein unbekanntes Flugobjekt erfasst, das sich als riesiges UFO entpuppt. Das UFO greift die Stadt an und zerstört zahlreiche Gebäude. Amerikanische Kampfjets feuern Raketen ab, die durch das UFO jedoch innerhalb weniger Sekunden umprogrammiert werden. Die Jets werden zerstört. Auf einer Bodenbasis machen sich Captain Arnstead und Lieutenant Solano bereit, um ihre Kameraden in der Luft zu unterstützen. Nicht nur das Mutterschiff selbst ist eine Bedrohung; es sendet zudem zahlreiche kleinere Raumschiffe aus, die das Militär angreifen. Arnstead wird durch ein Raumschiff verfolgt und getötet. Solano gelingt rechtzeitig der Absprung per Fallschirm und sie rettet sich zurück auf die Militärbasis. Hier sind inzwischen zahlreiche Menschen getötet worden. Übrig bleiben Lieutenant Tyler Laughlin, der das Kommando übernimmt, Lieutenant Jeffery Newman sowie ein Pilot, der in einer Maschine aus dem Zweiten Weltkrieg auf der Basis landet. Es handelt sich um Captain Pete Rodgers, der 1942 verschollen ist. Per Funk wird die Gruppe, der sich auch Solano anschließt, aufgefordert, Rodgers in den sicheren Sektor 7 zu bringen.
Auf ihrem Weg zum Sektor 7 kommt die Gruppe nur mühsam voran, da überall Raumschiffe und andere Dinge lauern, die vom Mutterschiff ausgesandt wurden und die Menschen töten wollen. Der Gruppe kommt schließlich Captain Karla Smaith zu Hilfe, deren Samuraischwert die Angreifer auf Distanz hält. Im Bunker in Sektor 7 stellt sich der Grund für den Alienangriff heraus: In einem Käfig wird ein Alien namens Karl gefangen gehalten, der per Angriff befreit werden soll. Rodgers wiederum wurde von den Aliens als Vermittler geschickt. Er befreit Karl und wird geköpft. Karl wiederum stirbt und weist Laughlin vorher an, sein Raumschiff zu nutzen. Bei der Flucht wird Newman getötet. Smaith, Laughlin und die verletzte Solano erreichen das Raumschiff, das Laughlin per Instinkt fliegen kann. Er steuert es direkt in das Herz des Mutterschiffs. Hier begegnet die Gruppe der Alienmutter, die Laughlin mit einer Bombe töten kann. Dabei kommt auch Solano ums Leben. Der immer noch lebende Rodgers wird endgültig getötet. Eine Kettenexplosion setzt ein, die Laughlin und Smaith in Karls Raumschiff überleben, weil sie den Schutzschild aktiviert haben. Sie verlassen am Ende das zerstörte Mutterschiff und gehen davon.

## Produktion
Battle of Los Angeles wurde von The Asylum für Syfy produziert. Die Kostüme schuf Sarah Schultz, die Filmbauten stammen von Aaron J. Martin.
Battle of Los Angeles entstand als Mockbuster des Science-Fiction-Kriegsfilms World Invasion: Battle Los Angeles von Jonathan Liebesman, der am 11. März 2011 erschien. Battle of Los Angeles wurde am Folgetag veröffentlicht und kam im selben Monat auf DVD heraus. In Deutschland erschien er am 13. Mai 2011 direkt auf DVD und wurde am 8. Oktober 2012 auf Tele 5 erstmals im deutschen Fernsehen gezeigt. Am 26. Juni 2015 war Battle of Los Angeles im Rahmen der Reihe Die schlechtesten Filme aller Zeiten (SchleFaZ) ebenfalls auf Tele 5 im deutschen Fernsehen zu sehen, wobei er von Oliver Kalkofe und Peter Rütten kommentiert wurde.

## Kritik
„Letztklassiger Science-Fiction-Actionfilm, in Inszenierung, Schauspiel sowie dem Einsatz von CGI-Effekten gleichermaßen auf unterstem Niveau“, urteilte der film-dienst. Cinema beschreibt den „Sci-Fi-Action-Trash“ als „eine Zumutung“. Die Winnipeg Free Press konstatierte, dass der Film Computeranimation enthalte, die einen wehmütig an den Realismus der Atari-Videospiele um 1980 denken lassen.